# Testudo atlas
Espèce
Synonymes
- † Colossochelys atlas Falconer & Cautley, 1844
- † Geochelone atlas (Falconer & Cautley, 1844)

Testudo atlas, anciennement Colossochelys atlas ou Geochelone atlas, est une espèce éteinte de tortues géantes terrestres, la plus grande de tous les temps connue à ce jour. Elle pesait jusqu'à 900 kilogrammes et pouvait mesurer 2,50 mètres de long.
Elle vivait au Pliocène supérieur en Inde du Nord (Siwaliks) vers 2,6 millions d'années et en Indonésie au Pléistocène, il y a environ deux millions d'années (Gélasien). Il semble que sa disparition soit liée au début des phases glaciaires qui ont commencé à la fin du Pliocène. 
Des fossiles ont été collectés dans les collines des Siwaliks par Hugh Falconer en 1831, associés à une faune subtropicale comprenant Sivatherium. D'autres fossiles ont été découverts en 1923. Un exemplaire est visible au American Museum of Natural History de New York.

## Étymologie
Les paléontologues se sont inspirés de ces considérations en dénommant cette espèce : Testudo (nom latin pour « tortue »), Colossochelys (« carapace colossale » en grec), Geochelone (« tortue terrestre » en grec) et atlas (nom d'espèce évoquant le géant Atlas).

## Description

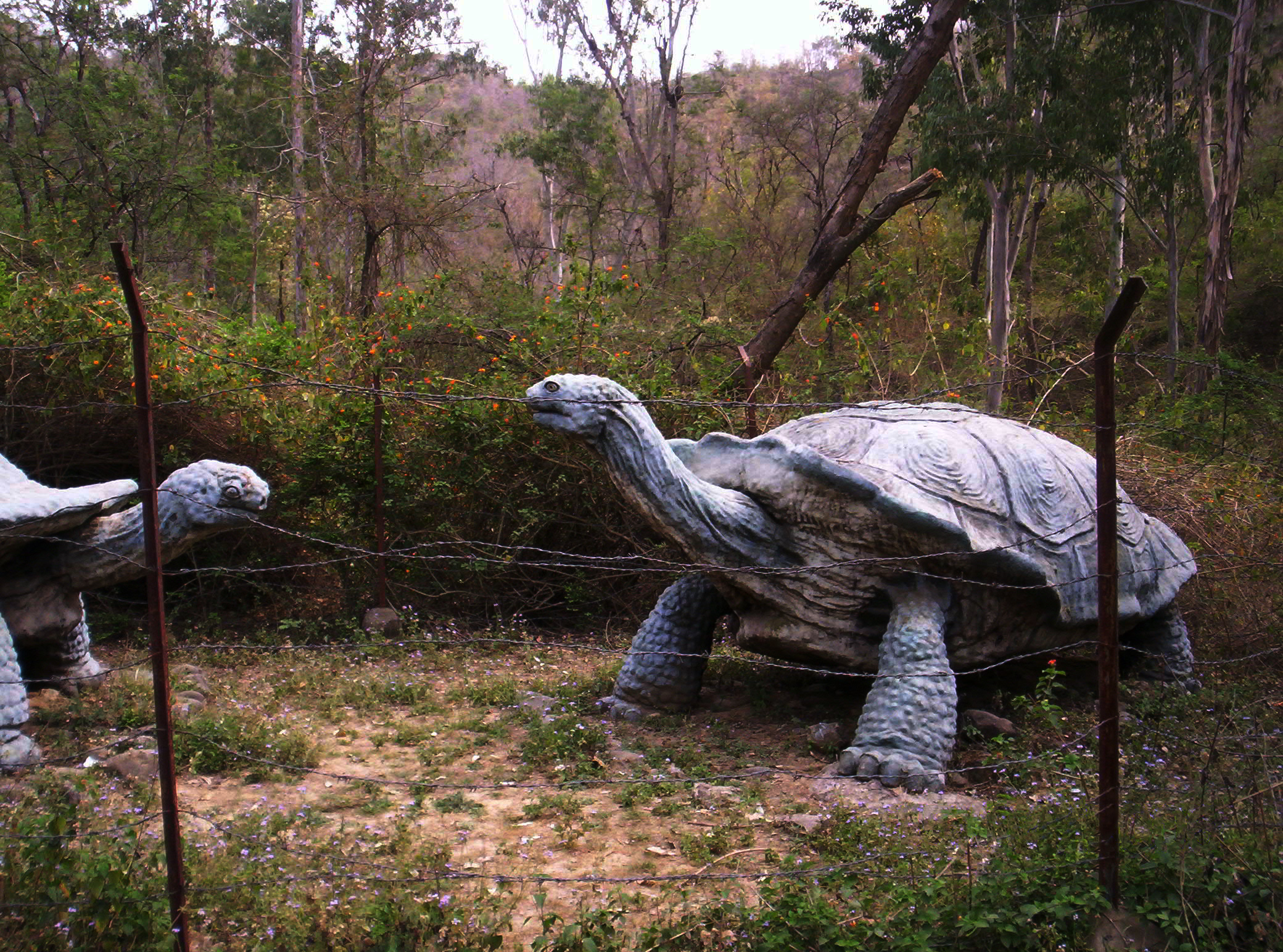
Restitution paléoartistique.

Elle avait une carapace voûtée. Sa tête, ses membres et sa queue étaient complètement escamotables.
- Hauteur : 1 mètre.
- Nourriture : bourgeons et fruits.